# Apoteket Ängeln

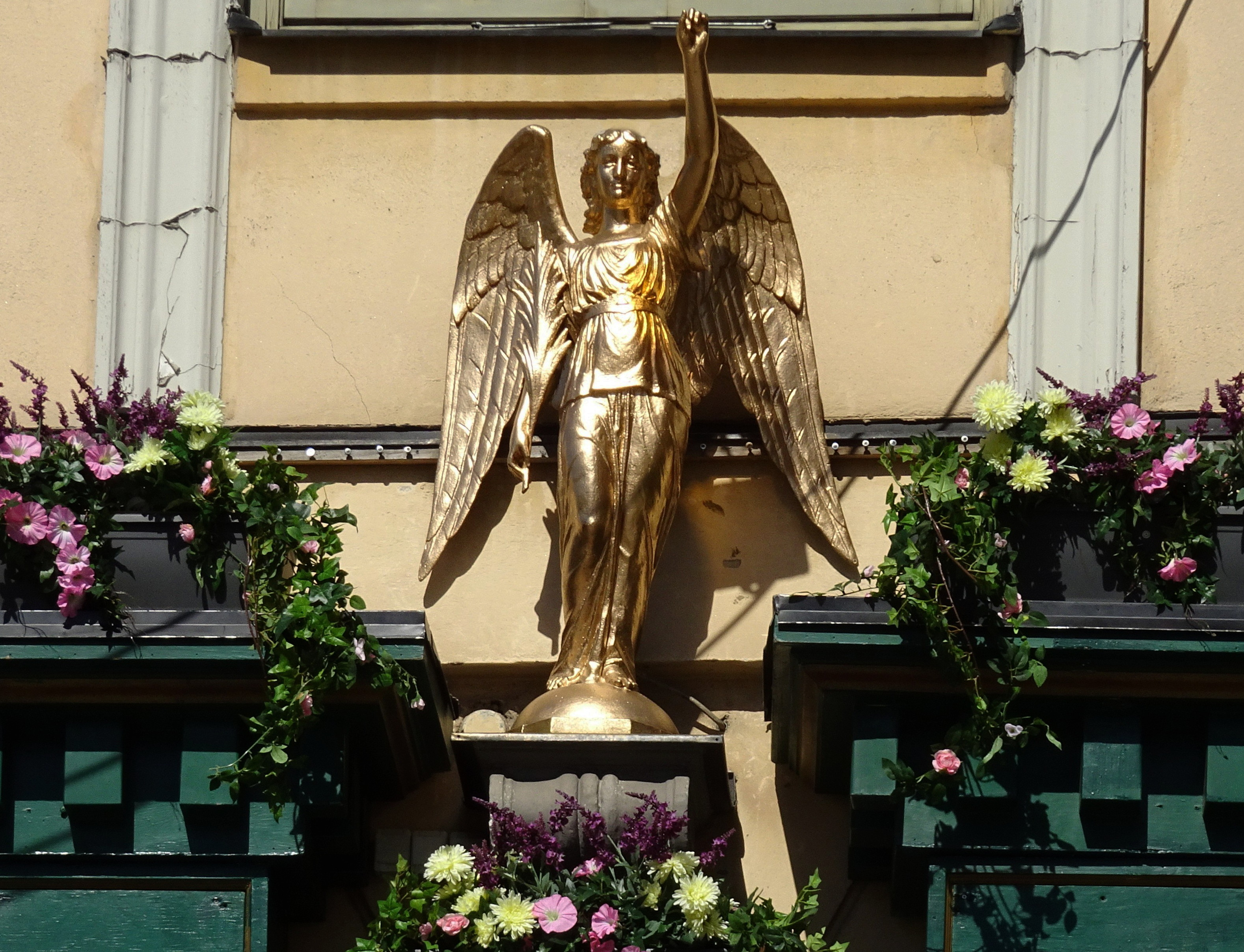
Apoteket Ängelns emblem, april 2016.

Apoteket Ängeln (äldre stavning Engeln eller Engelen) var ett apotek i hörnet Triewaldsgränd / Kornhamnstorg i Gamla stan, Stockholm. Apoteket existerade mellan 1649 och 1969, då det förvandlades till Restaurang Engelen genom initiativ av Bosse Parnevik och Hasse Wallman.

## Historik

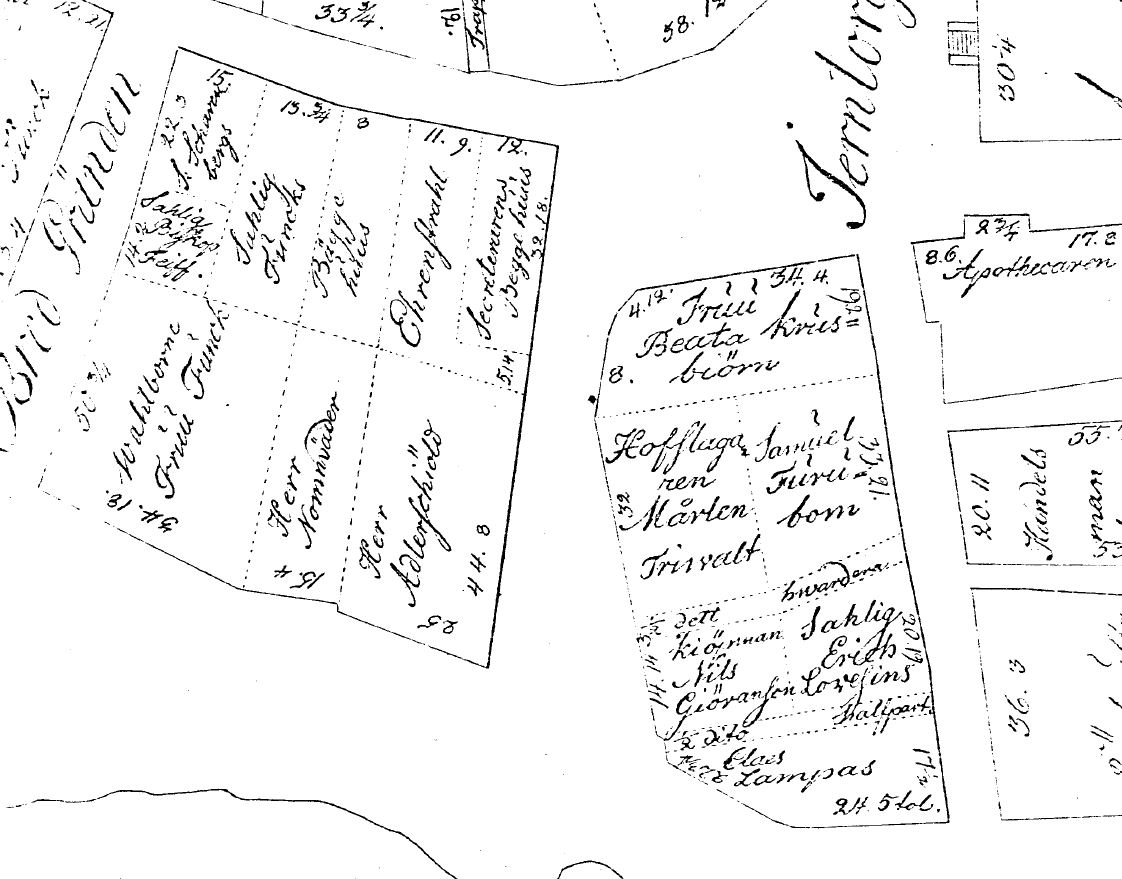
Tomtkarta från år 1700.

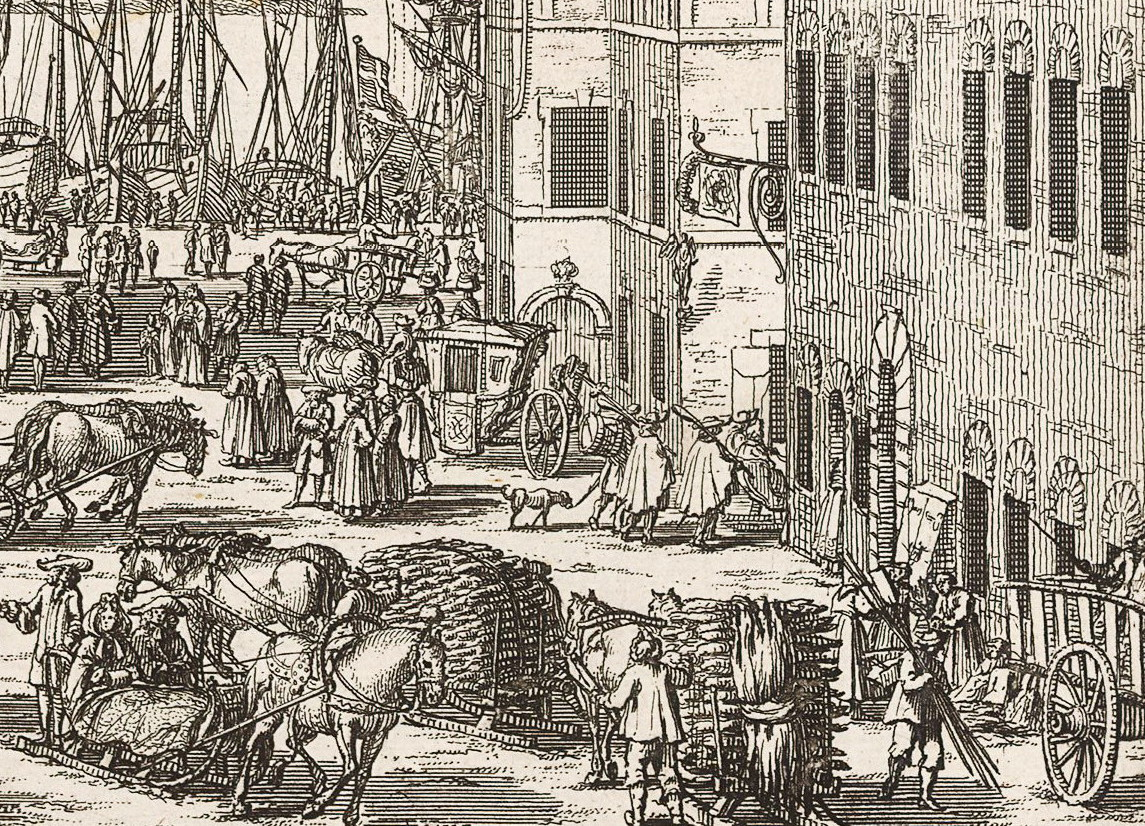
Swiddes kopparstick från 1691 med Engelen på hushörnet till höger i bild. Mittemot syns värdshusets Blå Örns skylt.

Apoteket Engeln etablerades av Anders Månsson Biewer, som 1649 fick privilegiebrevet av drottning Kristina att få inrätta ett apotek i Stadsholmens södra del. Före Engeln fanns redan tre apotek i Stockholm, men Biewer (eller Biber) var den förste svenskfödde apotekaren som fick tillståndet. Han hade fått sin utbildning huvudsakligen utomlands och vid hemkomsten anhöll han hos drottningen att ”i residences staden Stockholm få giöra ett prov af sin handtering och der sammanstädes inrätta ett gott och […] wäl försedt apotek”.
Efter Biewers död 1655 övertogs rörelsen av Christopher Molitor den äldste, som hade gift sig med Biewers änka. På Willem Swiddes kopparstick från 1691 över Järntorget mot öster syns apotekets emblem, en ängel, på hushörnet i kvarteret Narcissus. Även på tomtkartan från år 1700 framgår att apoteket till en början låg vid Järntorgets sydöstra hörn. 
Familjen Molitor ägde Molitors malmgård vid Årstaviken, byggd i början av 1700-talet. Molitor var känd för sin medicinalväxtträdgård, som förmodligen låg vid malmgården. I deras släkt stannade apoteket i över 100 år. 1814 förvärvades Engeln av apotekaren Carl Magnus Engelbrecht (1789–1852) och 1823 av Nils Wilhelm Lychou (1792–1863). En annan ägare var Arnold Wilhelm Freundt (1803–1863) som vid 1800-talets mitt utöver Engeln ägde fyra apotek runtom i Sverige.

## Apotekets vidare öden
På 1700-talets mitt flyttade apoteket från Järntorget till Adlersköldska huset i kvarteret Deucalion vid Triewaldsgränd i hörnet mot Kornhamnstorg. Där låg den kvar fram till 1969 och bytte under tiden namnet från Engeln till Ängeln. Därefter ombyggdes lokalerna för restaurangverksamhet. Restaurang Engelen flyttade in och öppnade den 13 december 1969. Apotekets källarvalv från 1600-talet nyttjas av nattklubben ”Kolingen”. Bakom initiativet stod Bosse Parnevik och Hasse Wallman. Apotekets emblem, den förgyllda ängeln, återfinns fortfarande över restaurangens entré. Ängeln höll ursprungligen en numera försvunnen lagerkrans i sin resta hand.

## Historiska bilder

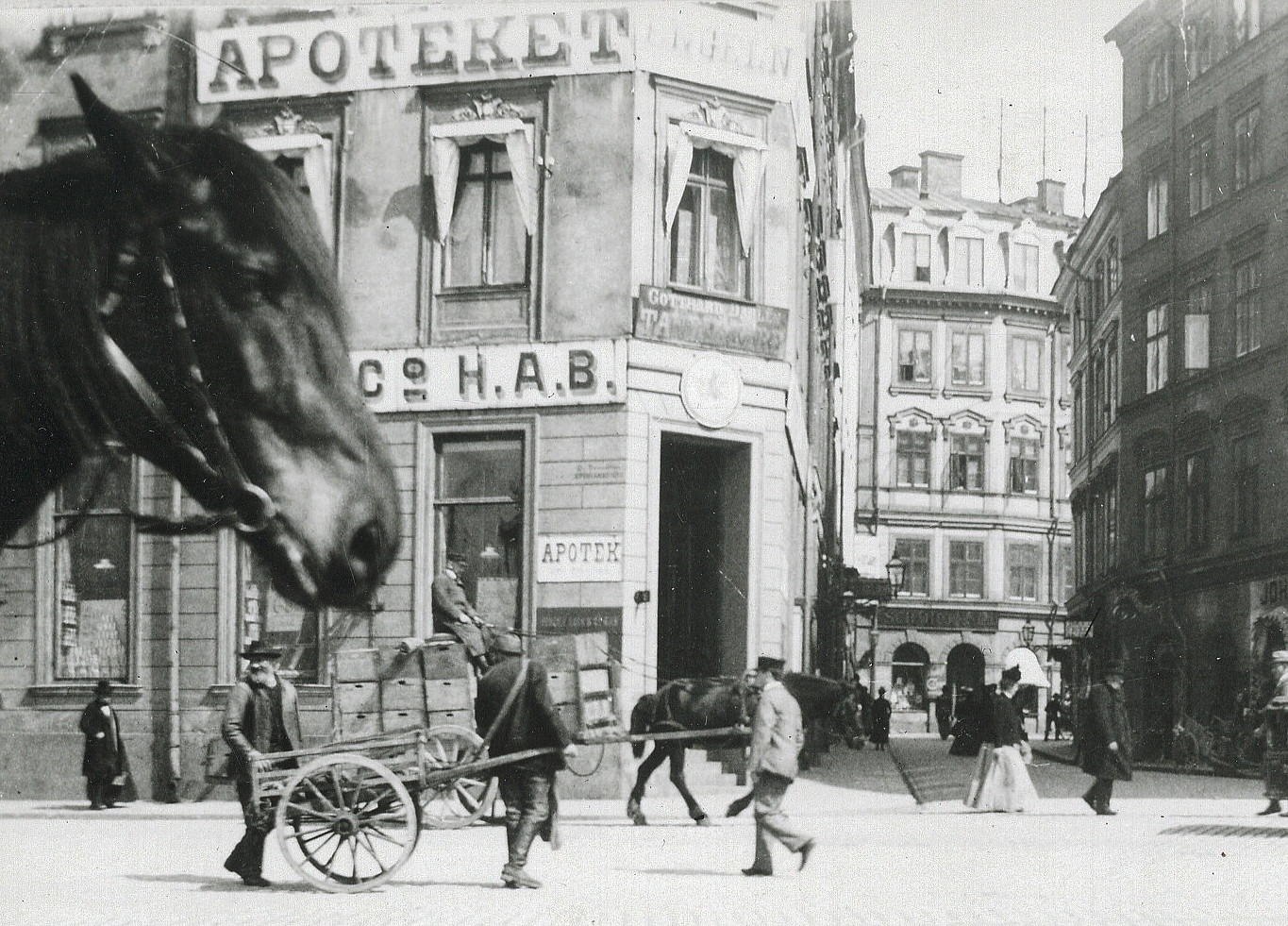
Apoteket "Engeln" omkring 1900.
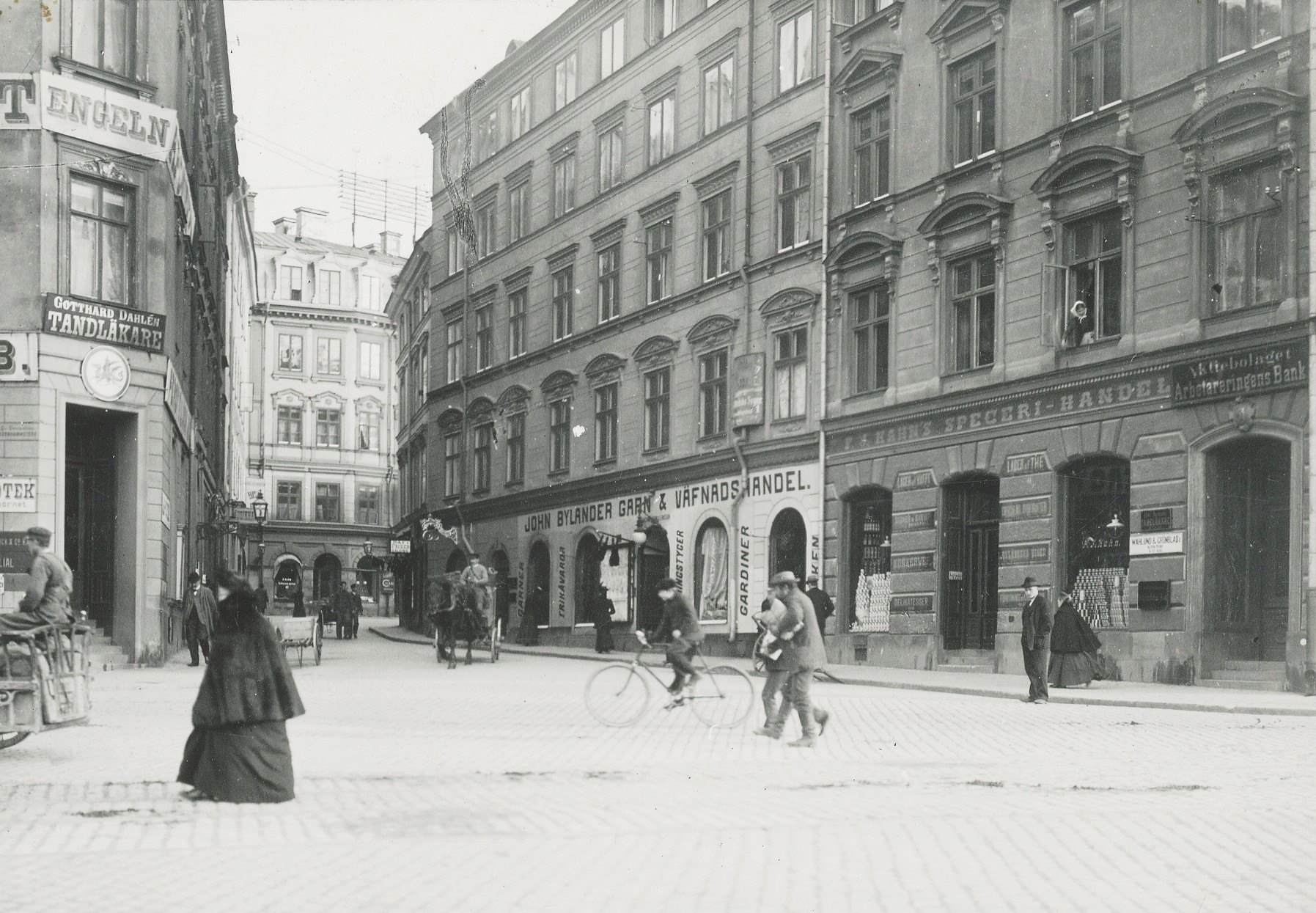
Apoteket "Engeln" omkring 1900.
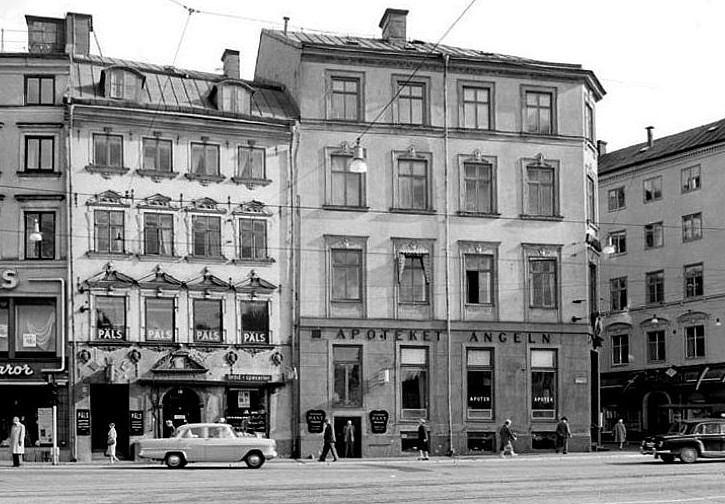
Apoteket "Ängeln" 1959.
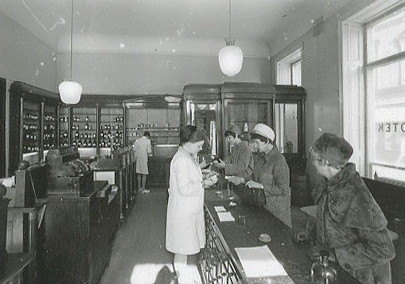
Apotekets interiör 1959.